# League of Super Evil
League of Super Evil (encurtado para L.O.S.E. ou LOSE) (no Brasil, Liga dos Supermalvados ou L.O.S.E: A Liga dos Supermalvados e em Portugal, Liga dos Super Vilões) é uma série de desenho animado co-criada[carece de fontes?] por Phillipe Ivanusic-Vallee, Davila LeBlanc, Peter Ricq, desenvolvida por Asaph Fipke e produzida pela Nerd Corps Entertainment, em associação com  YTV. Estreou no canal YTV nos Estados Unidos em 7 de março de 2009 às 10:30 da manhã. O show é transmitido na CBBC, no Reino Unido e Canal Plus, Canal J e Gulli na França. Conta com um total de 26 episódios (13 em cada um entre 10 - 11 minutos de duração) na primeira temporada. Nos Estados Unidos a série é exibida pelo Cartoon Network. Na América Latina e Brasil a série é exibida pelo Disney XD desde de 3 de julho de 2009. Em 2014, a Rede Globo fechou acordo para exibição das duas primeiras temporadas da série Liga dos Supermalvados (League of Super Evil). Em Portugal, a série foi exibida pelo Nickelodeon e agora é exibida pelo Biggs.

## Sinopse
A Liga dos Supermalvados ou L.O.S.E, é um grupo de super vilões que estão conspirando para assumir o controle de seu bairro em Metroville. Seus métodos são geralmente simples e infantis, por serem muito ruins em ser maus. Enquanto todos os outros cidadãos no seu bairro suburbano vivem em casas, a L.O.S.E tem um segredo, uma toca do mal. A Liga está frequentemente em desacordo com os outros, e mais "importante" dos supervilões, como o Skullossus.

## Principais Personagens
- Voltar (dublado por Scott McNeil nos E.U.A): É também conhecido como Comandante Supremo, mas apenas chamado de Voltar pelos outros membros da L.O.S.E, e é o líder do grupo. Ele cria planos para o mal que viram incrivelmente simples e infantis.Voltar é descrito como um gênio do mal louco, mas é infantil e ignorante. Ele usa um terno que cobre todo o seu corpo, mas ninguém sabe porque. As únicas partes de seu rosto que podem ser vistas são os seus olhos de cor dourada. Enquanto alguns tem sugerido que ele é uma criança (como uma explicação para a sua pequena estrutura e excesso de entusiasmo para com os caminhões de sorvete), foi mostrado que ele é pelo menos legalmente velho para alugar um apartamento (como mostrado em "The Split") e também tem afirmado a sua vida adulta definitiva (quando disse que ele tinha de se sentar em um assento em "Evil Driver's Ed). Embora a possível diferença de anos entre eles é desconhecido, o seu aniversário acontece um dia após o aniversário do Doutor Frogg. É possível que Voltar não é inteiramente humano, já que uma vez houve situações em que ele se provou indestrutível - mas pode ser possível pela sua forma física de desenho.O uniforme de Voltar se consiste em duas tonalidades de vermelho. Seu comportamento é baseado no vilão estereótipo. Em alguns casos, quando ele não está vestindo seu traje completo, é demonstrado que Voltar tem uma pele anormalmente pálida. Além disso, embora possa ter sido uma animação de supervisão devido à produção de atalhos, o logotipo da L.O.S.E não parece ter Voltar tatuado em seu ombro esquerdo (como pode ser visto em "Underwhere?"). Novamente, isso pode ter sido simplesmente um resultado dos cortes nos cantos pelos animadores por simplesmente recolorir a "pele" digital de seus uniformes como a sua pele efetiva (assim também explicar o porque ele parece ter costuras no ombro como um boneco).Voltar é suspeito de ser um estrangeiro ou um mutante devido a ter uma urina roxa (embora seja mais provável que isto seja apenas uma referência à supostas substâncias químicas utilizadas em piscinas e rumores de que mudam de cor após a interação com a urina.[6]) Ele também é mostrado como um suspeitador quando se trata de história natural, pois ele acredita que os dinossauros eram utilizados para puxar os pioneiros, confundia neandertais com gregos antigos, e considera que a imprensa foi inventada por um mamute lanoso, e tudo isso é mostrado em "Bite at the Museum", é também visto em "School Daze", que ele aparentemente acredita que o país Alemanha é, de fato habitada por germes reais. Ele usa calcinhas vermelhas, o que o torna único, possui também um único par de cuecas que lhe está disponível. Embora seus regimes geralmente terminam em desastre, ele fez alcançar um recorde mundial do tipo: a maioria fracassou na tentativa de quebrar um recorde do mal.

- Doktor Frogg (Doutor Frogg) (dublado por Lee Tockar[7] nos E.U.A): O único membro competente da LOSE, é o cientista louco Frogg, cujo gênio é dificultado pela má sorte (ele é geralmente eletrocutado pelo menos uma vez em cada episódio). Ele tem duas mãos robóticas que podem se estender, mas péssima para em agarrar pequenos objetos, tais como canetas e lápis. Eles também podem girar rapidamente e se tornar armas de corte, bem como recolher e mudar para um conjunto de garras prata mais ameaçadoras e afiadas (pelo menos em sua mão direita). As garras robóticas nunca foram explicadas, embora ele tenha as visto quando era criança.Também tem metal em seu queixo. Ele veste uma bata azul e óculos, que pode projetar raios de calor. Ele é obviamente uma referência ao "cientista louco" um vilão estereótipo.A voz de Frogg é interpretada rapidamente como num filme de terror. Frogg tem um ambiente escuro, psicótico que revele-se ser mortal, e que pode incidir sobre o mal do passado ou o mal de perder. Ele também revela uma inteligência muito mais do mal do que os outros membros e pode distinguir entre os planos do mal, e os planos de Voltar. É obcecado fanaticamente com heavy-metal com a estrela do rock Gothilington, ao ponto de ele mesmo ser roubado e querer a toalha cheia de suor utilizada pelo roqueiro enquanto tocam em um concerto.Sabe-se que um dos receios de Frogg é seu aniversário, principalmente pelas intenções boas, mas acha bem intencionado o aniversário que foi planejado para ele pelo Red. Porque o seu título com "k" em vez de "c", está implícito, mas mostra que Frogg é pelo menos em parte alemão. Frogg está constantemente intimidado e sendo comido por Doomageddon. Ele foi enterrado num estaleiro em vez da L.O.S.E, e acabou por ser descavado por Red, apenas para ser roubado novamente, e arrastados para um destino incerto.

- Reginald (Red) Menace (Ameaça) (voz por Colin Murdock nos E.U.A): Referido como Red (vermelho) pela L.O.S.E. (que assume um duplo significado devido ao seu exterior e pelos músculos), ele é os músculos do grupo, mas também é um gigante gentil e amigável. Ele só usa o seu "Punhos do Juízo", na verdade para tentar fazer o bem às pessoas. Ele era originalmente um menino de fazenda siberiano (daí a origem do nome Red Menace- uma referência à Guerra Fria, datado de Rússia e o comunismo ), mas ele é muito fluente em inglês.[8] Voltar não considera Red como "mal" (que ele provavelmente não é, embora ele tenta ser).Sempre alegre e disposto à dar uma mão para ajudar aqueles em necessidade, Red desfruta do seu jardim no seu tempo livre, e adora pequenos animais. Ele é possivelmente um take-off do "homem de confiança" em um vilão estereótipo. Embora ele seja bem criança e ingênuo, e demonstra carecer de alguns pedaços de conhecimento comum, demonstrou-se que ele é muito inteligente (em "School Daze", numa trivia do jogo em arcade "Brain Dump", Red calcula a sua inteligência como "Triplo Einstein"). Ele muitas vezes provou-se ser o "solucionador de problemas" do grupo , que através do objetivo, uma verdadeira visão, ou pela simples observação acidental.Sua frequente amostra de sabor extremamente desagradável para alimentos (como bolo de aniversário sabor fígado e cubos de tofu) desmentem sua capacidade de cozinhar. Red é também um pouco de um músico erudito (pelo menos com o acordeão e sinos) e um bom dublê de condução (pelo menos com um caminhão de sorvete). Só se pode conjecturar que Red parece ter preferência por um calção, floral, impresso nas cuecas. Apesar de seu lema "Não deixar para trás qualquer vilão", Red, não é muito útil quando se trata de Doktor Frogg sendo comido por Doomageddon, e ao invés de tratá-lo como um grave problema de temperamento, ele negou que a maioria dos cães tem uma mordida normal.

- Doomageddon (Apocalipse): Doomageddon é um cão do inferno que tem a habilidade de se teletransportar, alterar o tamanho, virar mosca e ser invisível. Ele foi originalmente designado como um "cão do inferno" (apesar da redublagem, da animação de Red no "Table for Four" é claramente visto dizendo "cão do inferno")o nome tem sido substituído para um mais amigável "Doom Hound"[9] (cão da porta). Doomageddon usa um manto marrom, e pode ser útil para os outros membros da LOSE, infelizmente, a destruição que ele é capaz de fazer muitas vezes é mais direcionado à equipamentos e não os seus inimigos.Por razões desconhecidas, ele parece ter escolhido como seu brinquedo de mastigar pessoal o Doktor Frogg, mesmo ingerindo todo ele em inúmeras ocasiões.Ele é um monstro do tipo estereótipo.Certo será dizer que, Frogg e Doomageddon não são carinhosos um com o outro. Red trata Doomageddon mais ou menos como um animal de estimação, um cão regular, e parece ser o único da equipe que irá pagar por qualquer atentado de Doomageddon, apesar do pressuposto de que Voltar é seu real proprietário. Doomageddon é caótico no seu melhor, comendo com prazer qualquer objetos que ele come aleatoriamente. Ele também descrito como o mais mortífero membro da equipe, mas é demasiado preguiçoso ou não sacia a sua devastação completa. Enquanto ele é capaz de dirigir o V-Mobile em uma ocasião, ele geralmente pode ser visto andando no pequeno trailer à volta. Doomageddon particularmente não gosta de ir ao veterinário, e geralmente desaparece em uma dimensão suplente na simples menção da palavra.Além disso, ele também serve como um "portal" para este reino e para outro (como testemunhado em "Lose Thooth"): qualquer "abertura" criando um "portal" (como puxar um dos dentes de Doomageddon) criará um poderoso buraco negro na dimensão, o que (apesar de que ele é um "cão da porta") é rosa com montanhas e cantando com unicórnios. Doomageddon tem um estranho gosto por música de acordeão.

- Henchbots: Os Henchbots 17 e 32, pertencem a LOSE, e estão constantemente a cair. Eles normalmente são destruídos em cada episódio. Suas funções incluem geralmente serem capachos de tarefas de casa, tais como tirar o lixo, ou a limpeza do Doomageddon e das salas radioativas. Outra de suas funções é colocar uma música de fundo do "mal" e dramática para Voltar quando ele está bravo. Eles constantemente bagunçam isso, porém, em vez disso colocam uma música polka. A maior parte do tempo, sempre que é lhes dada uma tarefa, eles desmoronam ao fazê-la.A mordaça é utilizada regularmente para não serem comidos por Doomageddon, apenas para mais tarde serem conteúdos estomacais. Eles aparentemente são raras antiguidades, tal como mencionado pela Evil Stevens no episódio "Henchbot Elites".

## O V-Mobile
O V-Mobile é o carro da LOSE.O V significa, naturalmente Voltar.Tem mais de uma vez que já foi chamado de carrinho de golfe e não é muito rápido. Tem um carrinho que leva regularmente Doomageddon. O V-Mobile não é um carro oficial e nem tem um motorista oficial. Doomageddon já o dirigiu uma vez. Também não é muito forte e solavanca qualquer veículo.Ele não tem janelas laterais e traseiras. Em vez disso, na parte de trás do carrinho há um buraco. Red também diz em um episódio que numa fuga de barco eles perderam o motor num "acidente de cascata".

## Outros Vilões
- Cougar: Ela é uma vilã, em que cada vez que alguém menciona o seu nome, a música e um rugido de um tigre vem. Doktor Frogg parece envergonhar-se quando ela está ao redor, mesmo quando ele descobre que ele é uma mulher mais velha (correr e brincar que ela costumava fazer quando felina, não é só a sua identidade, mas com o arquétipo do animal típico a mulher mais velha que tenta seduzir a cama, os homens mais jovens).Ela tentou roubar o First Natinal Bank of vilania, mas foi interrompida pela LOSE. Havia uma recompensa por sua captura, mas Voltar não ouviu e manteve o "mínimo de depósito bancário", de 5 dólares. Uma óbvia referência a antiga série Homem-Gato com um carro semelhante ao clássico Batmóvel.

- Skullossus (Colossos): Ele é a nata da safra, a ponta do topo da hierarquia dos vilões de Metroville.Sabe-se que ele tem em curso uma rivalidade com o General Sargento (mostrado em "Escape from Skullossus"). Skullossus pode ser geralmente encontrado em sua impressionante estação espacial em órbita (projetado para olhar muito como a cabeça dele), com o seu próprio exército de robôs soldados leais conhecidos como "Skullmandoes". Ele também parece ser uma versão melhorada do Voltar, incluindo a roupa e maneira de falar. Uma possível paródia do Atomic Skull e / ou Red Skull.Seu computador parece ser o robô (BOSS) de Dr.Who.Tem o registro das vezes que aparece no Genius Book of World Wreckers.Manifestados por Colin Murdock.

- Wiggles: Ele é um mal que pode parecer pouco, coelhinho fofo e inocente, sempre em primeiro lugar, mas na realidade é uma criatura realmente perversa. Wiggles com um sorriso de coelho doce esconde uma boca enorme, e temíveis dentes. Também capaz de engolir outros animais (como Doomageddon) ele é todo o remanescente de Rabbit of Caerbannog.

- Linemaster (Mestre da Fila): Um olhar do vilão abobalhado que está determinado a ser o primeiro na linha em tudo, se for só para se gabar de alguém.Ele comanda um pequeno grupo holográfico "Line Bots", que ele utiliza para ocupar os espaços extras para conseguir brindes na linha de chegada.Introduzido pela primeira vez em "iDestruct", competindo com a LOSE para chegar à frente na cobiçada linha, a fim de receber o título de ferramentas (a mais recente tecnologia do mal "Rotten Core") de forma gratuita.A última vez que foram vistos estavam detidos no cativeiro no Hall da Glória. Manifestado por Lee Tockar.

- Commander Chaos (Comandante do Caos): O arqui-inimigo da Force Fighters V, ele confundiu Voltar com um trabalhador de lava-rápidos, para lavar o seu carro onde largou seu Shuriken Typhoon Super-S Atomic Destructo-bot, "Tina", para alguns cuidados de rotina.Voltou, assim como os FFV vieram para se vingar sobre ele para a sua derrota mais cedo em suas mãos (embora na verdade, era que eles tinham lutado com a LOSE). Infelizmente para Chaos, o anterior deixou o seu robô de batalha severamente danificado, e ele caiu para a direita a partir do início da batalha. A "Tina" e outros robôs também já fizeram várias aparições em toda a série: como um homenzinho que trouxe grande audiência em "iDestruct" (que foi pouco depois da primeira coisa destruída como uma demonstração em "iDestruct" com raios de laser), bem como um modelo a ser pintado pelo General Sargento em "Lose Tooth".

- Lair-y (manifestado por Colin Murdock): Um membro temporário da LOSE, Lair-y (pronunciado como Larry) foi um sistema de computador para defesa construído e projetado por Doktor Frogg para proteger Voltar e as novas bicicletas Abominator BMX Evil Ultimate Edition de serem roubadas, mas Voltar estupidamente dá a Lair-y uma ordem direta para que não deixe ninguém lhe tocar, não percebendo que ele próprio está incluído. Doomageddon acaba desligando Lair-y comendo seus circuitos e fios. Foi uma reminiscência de HAL 9000 de 2001: Uma Odisséia no Espaço.

- Doom Driver (Corredor Maldito): Um desonesto motorista da morte que leva outros motoristas desonestos em corridas de rua e tem seus carros. Ele acabou desafiando-os para uma corrida com o V-Mobile vs. X-TREEEEEME sem vitórias. Em vez de levar, ele diz que não é suficiente para se tornar frio, o que deixa Voltar furioso. Ele melhora o carro para que ele entre em outra corrida, e quase vencer.Mas, desde que Voltar decidiu tomar o carro, ele ironicamente recebe os custos da corrida por fazer atualizações no carro de Doom Driver. Ele também é casado, como ele menciona que ele tem que fazer "coisas" para a "Mrs Driver" quando a LOSE primeiro tenta desafiá-lo. Também é revelado que ele vive a menos de um quarteirão de distância da LOSE.

- Chuckles: Doktor Frogg da primeira criação. Um palhaço robótico destinado a ruína do outro bairro que tem partidos de garotos que fazem aniversário, porque ele nunca foi convidado por eles. Chuckles funcionou bem até que ele ligado por Frogg arruinou sua festa também. Mais tarde, Red estupidamente reativa ele e aterrorizado, Frogg resolve celebrar  o aniversário de anos mais tarde. Ele manteve-se ligado até a meia-noite, quando seu aniversário fracassou tecnicamente.Infelizmente, o aniversário de Voltar era antes do de Frogg, e Chuckles entrou em curto novamente.

- Injustice Gene (Gene Injustiça): Gene Justiça virou do mal. Após a falha de emplacar leis orçamentais suburbanas, após de trabalhar no museu tarde da noite, no armazém policial, servente, entregar pizzas a meninos, Gene recorreu ao trabalho com o seus arqui-inimigos, a Liga dos Supermalvados, e obter ajuda para recuperar seus discos de Glória Guy. Após a recuperação, ele tentou salvar Doktor Frogg antes de capturar Glória Guy fez a cena, mas foi manchada por ele e tinha o seu salvamento uma equivocada captura, e foi atribuído o seu antigo emprego de zelador na Hall of Glory.

- LOSE clones: Clones da Liga que são realmente do mal, e realmente estão competindo em sê-la. Frogg criou-os para a LOSE real não ter de sair para colher as fezes radioativas de Doomageddon. Voltar, o clone é ainda mais musculoso e tem uma voz mais profunda da do original.Também conhecido por vestir preto em vez de vermelho.O cabelo do clone de Red Menace é um topete estilo anos 50. A cor é verde em vez de laranja avermelhado, e até Red Menace da força. O cérebro do Doktor Frogg é visivelmente enorme e ele também é conhecido pelo laboratório vestindo um casaco branco, em vez de um traje azul, e suas garras, óculos, queixo, e outros acessórios tem mais de um esquema de cores. O clone de Doomageddon é verde e tem maiores chifres e argolas nos dois olhos vermelhos, muito semelhante a dois cães semi-deuses Vinz, Clortho e Zuul de Ghostbusters. Os clones quase levaram todo mundo à loucura em menos de quatro horas (durante a qual Voltar estave betendo deu a Red dois objetos em forma de cunha atômica, demolido pelo Commander Chaos no destructo-bot em 2,3 segundos de batalha, e comandado pelo navio Skullossus), mas após ser desintegrado, aparece Frogg comentando que era um novo recorde.

- Mysterio Villaino (expresso por ScottMcNeil): Um super-vilão, que apareceu na primeira vez na "Table for Four".Ele tem a mesma máscara e voz como Voltar, e seu corpo é uma versão ligeiramente mais alta de Frogg. Ele também tem um bigode e óculos escuros de sol, e veste um casaco amarelo de trincheira e congruência fedorenta de ter o seu logotipo (um grande "M" acima de um pequeno "V"). Ele também parece ter um problema com a ebulição de coisas, bem como executar a fim de que seu corpo pende para trás como ele faz.Voltar tentou disfarçar-se como Villaino, a fim de entrar em um restaurante chique o supervillain (Villaynes), no entanto, seu disfarce é imediatamente visto através (como o verdadeiro Villaino entrou no restaurante a poucos segundos antes de Voltar tentar o disfarce). Villaino ridiculariza a dança interpretativa e especializada em roubar chapéus com descontos em pontos de vendas.[10]

- Jules LeSimian: O símio garçom/ fanfarrão/ gerente/ recepcionista na estréia dos vilões no restaurante Villaynes. Ele sempre consegue manter o seu restaurante sem uma reserva, ainda que eventualmente consiga obter êxito (destruindo o restaurante no processo). Ele é manifestado por Lee Tockar.

- Rock Gothlington: Um grande momento no Ghotic Metal, ele possui poderes irreligiosos, incluindo a respiração e tornar-se um grande incêndio. Ele também parece por vezes empregar o uso de uma Destruct-O Beam (arma que ele é visto em "The League of Super Hockey"). Seu maior fã é Doktor Frogg, mas Red é provavelmente o único membro da LOSE que poderia de lembrar o rock pelo nome, como o grupo tentava sabotar a estrela do show, em vez disso resultou Red indo no resto da turnê de Gothlington para re-criar o equivoco que cometeu (que, em vez de estragar o show, foi aplaudido bem de vez). Visualmente ele parece um pouco Glenn Danzig e Doyle Wolfgang von Frankenstein quando teve um bebê, e Philip Oakey vocalista da banda The Human League. Ele é manifestado por Scott McNeil.

- Susie Scouts: Uma extorsão do mal, um grupo que não tem nenhuma para uma resposta ao venderem seus biscoitos.Um óbvio jogo em Girl Scouts. Voltar, distraído por esquilos, disse não a um deles, nem mesmo sabendo que ele disse não a uma Susie Scout. O bairro foi pensado de forma intencional adoravam-o, mas ele confundiu-o com o ódio dos esquilos.

- Henchbots Elites: 33 e 34. A mais recente tecnologia de Rotten Core Industries, que são comprados pela LOSE para substituir os Henchbots 17 e 32. No entanto, apesar da sua impressionante visão, eles são completamente inúteis, a menos que sejam continuamente equipados com dezenas de grandes caras, ridiculamente específicas para ferramentas. Eles vão a fidelidade Pacote de Ferramentas a Ferramentas. Expressos por Scott McNeil. Abaixo as ferramentas:

- - Upgrade de Ferramentas, tem pela LOSE
  - Upgrade de Infiltração Anfíbia, tem pela LOSE
  - Upgrade de Radar, tem pela LOSE
  - Upgrade de Visão Noturna, tem pela LOSE
  - Upgrade de Defesa Ornamental, tem pela LOSE
  - Os upgrades que a LOSE não tem é o Upgrade de Segurança, Upgrade de Saneamento, Upgrade para Combate de Robôs, Upgrade de Estoque e Arquivamento, e mesmo até o Upgrade de Lealdade.O mais ridículo dos upgrades (embora o seu único mencionado no site), é o Upgrade de Taça Titular.

- Kinder Creep: Versão supervilão do Papai Noel. Como Voltar, é diminutivo de tamanho. Ele entrega presentes para todos os vilões e Chaos-mas (versão supervilã do Natal), que foram particularmente maus todos os anos, chegando no banheiro, em vez de através da chaminé. Deixam os biscoitos mofados e bebem o leite. A Liga tentou estragar os planos de Chaos-mas para todos os outros supervilões até que se deparou com a cova de Skullossus e correu para casa, só para descobrir que eram recompensados pelas suas ações desonestas. Expressos por Scott McNeil.

- Dr. Budlington Von Pantaloon III: O supervilão rival de Voltar na faculdade Kiddie, os dois estavam sempre em desacordo sobre quem era o melhor regente do mal. Ele, como Voltar, também é pequeno em estatura, com uma cara cinza menos capacete, combinando o casaco, e não (apenas cuecas). Ele parece ter escolhido como tema uma espécie de cuecas com supervilões, com um par de meias brancas esticadas ao longo do topo de seu capacete, e uma secretária moldada como um par de cuecas.Ainda o seu animal de estimação do mal é um macaco, Ralph, que usa um par de cuecas. Ele está obcecado com a posse de Voltar e sua cueca "Lucky", acreditando que ela vai trazer mau êxito, bem como o castigo de Voltar a passar uma vida de fracasso. Ele tem uma espessura de sotaque com origem indeterminada, apesar de ser um namorado de vários sotaques europeus, na maioria das vezes soa como um galanteador.

- Malakai ("Mal") Milk: Calmo, aparentemente inocente, mas olhando algo teórico no menino, ele é realmente um regente diabólico no seu próprio direito, que pode ou não ser uma criança em todas. Atribuído a Red Menace como parte de "Cool Buddy" mentor do programa (uma óbvia paródia da organização Big Brothers Big Sisters of America), Malakai de repente se encontra a perder muitos alunos de toda a equipe, para poupar Doomageddon, que imediatamente tem um sentido de ameaça, e quer destruir a juventude. Durante o tempo da sua suposta tutela sobre a equipe, Mal consegue com sucesso reparar muitas invenções que Doktor Frogg previamente seria incapaz de fazê-las funcionar, mais tarde utilizando os mesmos dispositivos em uma grande exibição de um homem que temporariamente usurpou a posição de Voltar como "Evil Mastermind".Embora mais provável que a presença e as máquinas da LOSE permitiu-lhes que finalmente de agir de acordo com uma inclinação já mal presente, ele tenta defender suas ações, afirmando que foi apenas a partir de seu comportamento aprendido em "Cool Buddies". No entanto, a tantas tentativas anteriores com a LOSE, esta alegação recai sobre os ouvidos do surdo General Sargent (General Sargento), que está bem consciente da incompetência da Liga no campo da vilania.Mal é levado em custódia pelo exército, mas não antes de bolar a sua vingança contra os ex-mentores. Embora inicialmente aparecendo a ser uma vergonha, lentigem, rapaz loiro, com olhos azuis, ele possui uma incrível profundidade, sinistra voz, os olhos mudam para uma assustadora silhueta violeta, branco brilhante com os alunos. Expresso por Scott McNeil.

- Team League of Super Evil: Uma equipe de hóquei formada em uma rua a partir da Liga dos Supermalvados versus o bairro dos jardins das crianças. Voltar eventualmente substituído seus lugares como Metrotown e os supervilões Skullossus, Rock Gothlington, Doom Driver e Commander Chaos (Comandante do Caos).

## Heróis
- Justice Gene (Gene Justiça): Um perfeito bairro suburbano obcecado pela lei orçamental, que tenta sempre regular as coisas e tem uma arma de disparar bilhetes (incrivelmente ridícula a imposição de regras). Ele é o arqui-inimigo da Liga dos Supermalvados e é sempre demitido por causa deles. Ele se tornou sumariamente Museum Gene depois de ter um emprego como o guarda-noturno no museu de história natural e tentar ganhar as suas asas de herói novamente, só para ser demitido novamente porque a Liga propositadamente lhe disse como colocar junto o esqueleto de Tyrannosaurus incorretamente.Ele assumiu outros postos de trabalho, incluindo os que trabalhou como policial em um armazém, servente direito no Hall of Glory, e um emprego como um entregador no Pronto Pizza.Após falhar em todo o resto, ele recorreu ao mal, mas falhou ainda que, tornando-se mais uma vez o Janitor Gene (Gene Zelador), Glory Guy confundiu o seu resgate com a captura de Frogg.

- Nanny Boo Boo: Uma super babá que é uma mistificação de Mary Poppins.Seu guarda-chuva se move como uma hélice, para que possa voar. Ela tentou ser babá da LOSE cuidando de Voltar, e vestindo Doomageddon como uma menina, deu a Red Menace de alimento uma torta e ervilhas, e dando um capacete de proteção para Doktor Frogg. Frogg usou truques com Nanny Boo Boo, dizendo que ela tem de cura-los de seus maus caminhos e sugere que ele ame a filha do General Sargent, Elizabeth.

- General Sergeant: Um general do exército responsável pela produção de armas para combater as forças do mal. Seu arqui-inimigo é Skullossus. Eles frequentemente tem paródias e diferentes momentos em filmes de ação, tais como evitar lasers em câmera lenta (na realidade, apenas os lasers de viagem são realmente lentos) ou chegar um pouco mais tarde enquanto os vilões fugiam. Manifestado por Blu Mankuma.

- Elizabeth "Lightning Liz" Sergeant : A filha do General Sergeant, ele está obcecada com lojas e o combate do mal. Ela tomou a força o XGL Prototype Battle Armor de seu pai e avançou para combater os malvados. LOSE foi convencida a desistir do seu modelo XGL para o "YGL" modelo que eles fizeram a partir de artigos domésticos, dizendo que o XGL estava fora de temporada. Manifestada por Tabitha St. Germain.

- Captain Glory Guy: Glory Guy reside no famoso "Hall of Glory", onde a Liga perderam seus Uncatchable Flying Disco of Doom. Assistido por Injustice Gene, eles haviam escapado e recuperado os discos, apenas para Frogg tentou roubar outro item do mal, mas Glory Guy tem confiscado e detonado o alarme. Gene tentou ajudar Frogg, mas Glory Guy confundiu-o para capturar ele e deu-lhe o seu velho emprego de volta, o porteiro do Hall of Glory.

- Force Fighters V: A FFV consiste de Magenta, Gondenrod , Seafoam Green, Periwinkle e o chefe da equipe Rosé. Uma extrovertida paródia de heróis do Super Sentai, eles são os arqui-inimigos do Commander Chaos e geralmente estão trabalhando em um restaurante de sushi quando não combatem o mal.O seu lema é "Force Fighters Atualizar!". Eles estão em constante movimento e em movimentos desajeitados enquanto eles falam (uma paródia levantada do Super Sentai). Eles não são mostrados para ter poderes próprios, mas que tem um robô gigante formado a partir de cinco pequenas máquinas, uma paródia dos Megazords de Power Rangers. O seu robô tem um grande poder de fogo.LOSE tentou derrotá-los usando o robô do Commander Chaos que roubaram, principalmente ao Doomageddon ter apertado ao redor com os controles. Eles voltam a ter a 'vingança' no Chaos, acreditando que tinha sido ele que os havia derrotados.

- Sweets: Patrocínio Master das Susie Scouts. Sua moral é questionável, devido à forma de extorquir dela a as escoteiras, mas ele é bom.

## Outros personagens
- Neighborhood Kids: Podem ser considerados arqui-inimigos de Voltar.

- Mr. Nelson (Sr.Nelson): Um vizinho civil neutro da Liga.

- Mrs. Johnson: Uma professora civil da Elementar de Metrotown, que pode ser detectada em segundo plano, por vezes.

- Ninja Waiters (Garçons Ninja): Colegas empregados de Jules no Villaynes.

- Miss B. Mean (manifestada por Tabitha St. Germain): O gerente do First National Bank of Villainy.

- Steve: As portas do próximo vizinho da Liga, que está constantemente a irritar ele.

- Evil Stevens: Ex-cientista louco & CEO da Rotten Core Technologies, uma empresa que fabrica e vende aparelhos de vilões.Stevens e sua empresa são uma sutil paródia de Steve Jobs e Apple Inc., com a marca direita para baixo e a marca i minúsculo antes de algumas denominações (iDestruct).

- Mr. Lee (Sr. Lee): Gerente do Pronto Pizza em Metrotown. Odeia a Liga com paixão por causa de seus métodos de atrasar a ordem de entrega de pizzas. Era um ponto de entrega e o rapaz iniciava uma corrida, então ele mandou seu caixa entregá-la em seu lugar. Ele não conseguiu entregá-la no tempo, mas porque a Liga armou suas próprias armadilhas, que tem sua dica de qualquer forma.

- Guy: Um personagem inomeado que parece estar funcionar em, ou executar qualquer estabelecimento que a LOSE pede emprego. Ele faz frequentemente seus planos em folhas, por vezes involuntariamente ou simplesmente na linha do seu trabalho.

- Bandango: Uma misteriosa cripitídia semelhante a uma fêmea de pé-grande oculta em torno de Metrotown.Frogg é raptado por isso, por ser confundido com um homem após Voltar tentar agravar uma encenação para caçar a criatura como uma brincadeira. Expresso por Scott McNeil.

- Team League of Insignificant Urchins: Local onde as Neighborhood Kids enfrentaram a Team League of Super Evil em uma rua para um jogo de hóquei.Porque foram convocados Voltar e os vilões de Metrotown e os heróis de Metrotown; Glory Guy, a Force Fighters V, Lightning Liz, Susie Scout e Master Sweets, todos montados.

## Episódios

### 1 Temporada: 2009
| |                                               |                     |     |  |  |  |
| 1 | ""Lightning Liz/The Bank Job""                | 7 de março de 2009  | 101 |  |  |  |
| Lightning Liz: Um dos mais recentes sistemas da LOSE é ter um generoso quintal do "mal" e fazer uma festa e churrasco e não convidar nenhum dos vizinhos.Infelizmente, o General Sargent tem uma filha adolescente, Elizabeth, que acaba de ser "prendada" para o XGL Prototype Battle Armor de seu pai, e tenta bater partido. The Bank Job: LOSE quer a livre torradeira atômica, um vilão pode começar quando abrir uma conta no The First National Bank of Villainy.O problema é que eles precisam de pelo menos cinco dólares para abrir uma nova conta, pois tem apenas uma moeda.Voltar obtem aparelhos por um plano de trabalho como seguranças bancários para que eles possam roubar cinco dólares do cofre, abrir uma nova conta e, em seguida, obter a livre torradeira atômica, mas outro vilão conhecido apenas como Cougar faz visitas sobre a abóbada do banco muito bem.Depois no final a LOSE tem 5 dólares para o Banco como uma recompensa. |                                               |                     |     |  |  |  |
| 2 | ""Justice Gene/Table for Four""               | 7 de março de 2009  | 102 |  |  |  |
| Justice Gene: LOSE deve lutar para manter o título de "mais chatos vizinhos sobre o bloco" por frustrar Justice Gene, um suburbano obcecado pela lei orçamental.Gene dá um frenesi de bilhetes - para tudo, desde de bocejo sem cobrir a boca até deixar o gramado crescer 1 / 6 de polegada no demasiado tempo - está perseguindo o bairro. Table for Four: L.O.S.E. parcela sua "missão impossível" de obter seus nomes no livro de convidados, no restaurante da cidade mais quente de Villain, Villaynes. Mas Jules, o estoico hospedeiro, nunca vai deixar isso acontecer... |                                               |                     |     |  |  |  |
| 3 | ""Escape From Skullossus/10""                 | 14 de março de 2009 | 103 |  |  |  |
| Escape From Skullossus: É o dia mais quente do verão e o ar-condicionado da LOSE pifou novamente.Decidem a ter um Quantum Weather Generator, inventado por um garoto gênio na escola secundária local de ciência.Infelizmente para perder, tanto os militares como um supervilão conhecido como Skullossus depois ficam na mesma coisa... 10: LOSE está determinada a obter uma pizza de graça (meio queijo, meia calabresa, e metade para as obras de Voltar, uma vegetariana com carne para Red, e asinhas apimentadas, mas não muito apimentadas para Frogg, e um refrigerante diet com 1 canudo, mas não se sabe o por que) de Pronto Pizza (onde as encomendas são entregues em 10 minutos ou menos ou o comprador recebe de graça), o cara fazendo a sua entrega executa suas manobras novamente.Mas desta vez eles estão indo contra o entregador... |                                               |                     |     |  |  |  |
| 4 | ""Ice Creamed/The Split""                     | 21 de março de 2009 | 104 |  |  |  |
| Ice Creamed: LOSE corre por toda a cidade para comprar tofu, depois aparece de modo que possam ter todos os bares disputar-se entre si próprios. The Split: Voltar & Doktor Frogg competem para ver quem é mais mal. |                                               |                     |     |  |  |  |
| 5 | ""Slam Dunked/Evilest In Show""               | 28 de março de 2009 | 105 |  |  |  |
| Slam Dunked: Após ser humilhado por um jogador de basquete, Voltar retorna em um grande robô Shuriken.Embora um mal combate do grupo tenta interromper seus planos (nota: isto é o primeiro episódio à terminar com alguém quebrando a quarta parede. Evilest In Show: LOSE decide colocar Doomageddon em um concurso de animais. |                                               |                     |     |  |  |  |
| 6 | ""LOSE vs Lair/Swimming With Sharks""         | 11 de abril de 2009 | 106 |  |  |  |
| LOSE vs Lair: Enquanto Voltar mostra a sua bike do mal para as crianças do bairro, Frogg lhe disse que poderiam roubar dele. Frogg então inventa um sistema de segurança para evitar que isso aconteça.Apesar de não deixar nenhum dos membros da LOSE tocar na bike após de Voltar dar o seu comando. Swimming With Sharks: L.O.S.E. recebe uma piscina inflável.Depois de uma criança estar na piscina a LOSE tenta várias maneiras de tirá-lo.Em seguida, tomam um golfinho dos militares fora de um aquário.Embora os ataques do golfinho deu importância a LOSE em vez do garoto. |                                               |                     |     |  |  |  |
| 7 | ""Rock-a-Bye Voltar/IDestruct""               | 18 de abril de 2009 | 107 |  |  |  |
| Rock-a-Bye Voltar: Nanny Boo Boo voa para a cidade e coloca a LOSE em forma. IDestruct: Voltar recebe nas mãos sobre o último acessório do mal o IDestruct, que é um tudo em um raio da morte/ controlador de mente/ ativador da porta de garagem pela voz/ abridor de cartas. |                                               |                     |     |  |  |  |
| 8 | ""One Zillion/Bite At the Museum""            | 2 de maio de 2009   | 108 |  |  |  |
| One Zillion: Para impressionar os miúdos vizinhos, Voltar ostenta que tem "um zilhão" de canais de televisão.Agora eles tem exatamente um dia para provar isso. Bite At the Museum: A Liga quer roubar ossos de um dinossauro para que eles possam clonar um T-Rex e assumir o bairro.Eles conseguem esgueirar-se depois de horas, mas logo aprendem que eles terão de passar por seu velho conhecido Justice Gene, que foi obrigado a arranjar um emprego como um guarda de segurança no museu após a LOSE te-lo despedido.Esta é uma óbvia mistificação de Uma Noite no Museu. |                                               |                     |     |  |  |  |
| 9 | ""Full Throttle/Happy Birthday Dear Doktor""  | 9 de maio de 2009   | 109 |  |  |  |
| Full Throttle: Quando a Liga arrasta uma corrida para Doom Driver, um vigilante fantasmagórico de quem toma as vítimas, insultou Voltar que não queria ceder o V-mobile.Assim dando tempo para o Dr. Frogg levá-lo a um passeio para pegar de volta. Happy Birthday Dear Doktor: Doktor Frogg está fazendo uma comemoração de aniversário que se transforma em um desastre quando Voltar e Red tentam ressuscitar na infância de Frogg o seu primeiro experimento: O extremamente entusiasmado Chuckles o palhaço robótico que no aniversário, trouxe uma máquina de festa implacável. |                                               |                     |     |  |  |  |
| 10 | ""Send in the Clones/Injustice Gene""         | 16 de maio de 2009  | 110 |  |  |  |
| Send in the Clones: Para parar de sair para recolher as fezes radioativas de Doomageddon, Dr. Frogg cria clones da Liga para fazer o trabalho sujo.Infelizmente, os clones são versões muito superiores, e em vez de pegar as fezes, tiveram quase sucesso em tomar o mundo. Injustice Gene: Depois de ter sido despedido de vários postos de trabalho (não graças à Liga) e esperando para tentar sua mão como um vilão, Justice Gene chega a viver com a L.O.S.E. mas o mal e a aprendizagem em breve são postas à prova quando a Liga é forçada a tomar defesas da superheroína Glory Guy. |                                               |                     |     |  |  |  |
| 11 | ""Bad-O-Meter/School Daze""                   | 23 de maio de 2009  | 111 |  |  |  |
| Bad-O-Meter: Para ensinar Red Menace a ser mais mal, Frogg coloca um "Bad-O-Meter (Mau-o-medro)" na cabeça dele; mas eles dão recompensas por ser mal, e castiga-lo com choques elétricos quando ser bom.Mas, quando o dispositivo começa a dar errado, ele também começa a descarrilar, mas Voltar dá um grande plano - para perturbar o concerto de uma estrela gótica de heavy-metal, que insultou ele. School Daze: Derrotado por uma trívia de jogo eletrônico, Voltar decide obter o mesmo para com as crianças que riram para ele, colocando como um professor substituto.Uma vez no controle da sala de aula Voltar será capaz de ensinar-lhes todas as respostas erradas para o jogo garantindo sua vitória! |                                               |                     |     |  |  |  |
| 12 | ""Suzie Scouts/At The Movies""                | 30 de maio de 2009  | 112 |  |  |  |
| Suzie Scouts: Ausência de espírito de Voltar inconscientemente o leva a se recusar a comprar os poucos biscoitos da doce Suzie Scout que vem a porta ... e ninguém diz "NÃO" ao Suzie Scouts!Os vizinhos que estão cansados de serem extorquidos pelas escoteiras, uma vez por ano, estão chamando um herói!Mas o início do império da Suzie Scouts tomaram nota da recusa, e elas não vão parar em nada para fazer uma venda. At The Movies: Em um raro dia de folga do Mal, L.O.S.E. vai ao cinema.Mas, mesmo em seu dia de folga, Voltar prova de que ninguém é tão péssimo como A Liga dos Supermalvados! |                                               |                     |     |  |  |  |
| 13 | ""The Henchbot Elites/Not Accordion To Plan"" | 6 de junho de 2009  | 113 |  |  |  |
| The Henchbot Elites: Cansado de seus henchbots sempre quebrar, depois de possuir no comércio da fantasias os novos Henchbot Elites, o mais tardar a partir de Rotten Core Technologies.Eles aprendem rapidamente que a versão mais recente não é sempre a melhor. Not Accordion To Plan: Quando Red Menace descobre que é um savant no acordeão, Voltar usa esta habilidade para irritar sua vantagem.Mas quando Red quase catapultou Polska ao estrelato, ele é forçado a escolher entre a sua arte a sua família. |                                               |                     |     |  |  |  |

### 2 Temporada: 2009
| |                                                    |                        |     |  |  |  |
| 14 | ""Mr. and Mrs. Bandango/Driver's Evil Ed""         | 2009                   | 214 |  |  |  |
| Mr. and Mrs. Bandango: Voltar tenta produzir um documentário sobre uma criatura conhecida como um bandago vestindo Dr. Frogg como um, mas Frogg conhece a mulher bandago real, que mostra interesse amoroso por ele. Driver's Evil Ed: Depois de acidentalmente dar um tiro de spitball em um policial num campeonato, ele perde sua carteira de motorista e tem de ter um teste de um controlador de educação para obtê-la de volta. |                                                    |                        |     |  |  |  |
| 15 | ""The Night Before Chaos-mas/Counting To Victory"" | 2009                   | 215 |  |  |  |
| The Night Before Chaos-mas: Voltar fingiu ser Kindercreeep a fim de roubar os 'brinquedos' dos outros vilões depois de não conseguir um próprio. Counting To Victory: Quando a LOSE que há um mistério no prêmio Mall O Mart com uma competição para ver quem pode contar mais gomas, eles à noite tentam contá-las ao tentar escapar antes de o shopping abrir. |                                                    |                        |     |  |  |  |
| 16 | ""Fortune Fools/World Wreckers""                   | 2009                   | 216 |  |  |  |
| Fortune Fools: Depois de receber apenas a fortuna "banana" de biscoitos da sorte, Voltar vai para a fábrica onde são produzidos para que ele possa obter esses com a sua própria sorte a eles. World Wreckers: Após perceber que Skullossus está em um livro como dominador, Voltar tenta quebrar um recorde no "livro de registro" World Wreckers mas constantemente falha. |                                                    |                        |     |  |  |  |
| 17 | ""Lose Tooth/Underwhere?""                         | 2009                   | 217 |  |  |  |
| Lose Tooth: O dente do Doomageddon está doendo pois ele está mastigando muito. Mas perdem cada vez que tentam capturá-lo, ao ouvir a palavra "veterinário" a urdida de distância. E quando ele fica muito fora de mão, Doomageddon urra de dor ao ser capturado. Underwhere?: Voltar é obrigado a lavar o uniforme nauseabundo por seus capangas colegas, mas descobre que seu par de cuecas da sorte vermelhas desapareceram na máquina de lavar! Isso faz com que eles sigam a fonte e descobrir o rival de Voltar na velha escola, Budlington Von Pantaloon! |                                                    |                        |     |  |  |  |
| 18 | ""Lose Junior/The League of Super Hockey""         | 2009                   | 218 |  |  |  |
| Lose Junior: Quando Red e Frogg começam a agir estranho, Voltar os seguem até o parque da cidade. Eles aprendem Red quando foi sair com um rapaz jovem e muito calmo chamado Mal. Enquanto Voltar vê isso como uma oportunidade de para ensinar Mal os caminhos do mal, ele prova ser muito mais inteligente (e diabólico) do que sua natureza calma sugere. The League of Super Hockey: Como LOSE constrói um esquema seguinte nas ruas do bairro, eles acham que colocaram-se bem no meio da rua, em um jogo de hockey que está sendo jogado pelas crianças do bairro. Voltar compromete-se a um jogo para decidir quem vai ganhar o controle das ruas do bairro, mas a equipe foi completamente esmagada pelas crianças alegres. Frustrado pelas habilidades de seus pobres companheiros, ele traz quatro dos vilões mais temidos de todos em Metroville para uma revanche: Skullossus, Doom Driver, Commander Chaos E Rock Gothlington! No entanto, sua recente reunião chamou a atenção dos Force Fighters V, que estão se preparando para detê-los com seu próprio grupo de aliados dos super-heróis. |                                                    |                        |     |  |  |  |
| 19 | ""Franken-Blecch/Room for Four""                   | 19 de setembro de 2009 | 219 |  |  |  |
| Franken-Blecch: Frogg cria um novo amigo mutante para Doomageddon, em seu laboratório o que acaba comendo tudo o que vê, cresce e constantemente arrota. Enquanto isso, Voltar tenta cavar um tesouro enterrado com um X no seu quintal. Room for Four: Após sua sede tornar-se habitada por um "Sudzilla" devido a um acidente relacionado a um shampoo, a Liga fica na Metrotown Plaza Hotel para passar a noite, enquanto isso, um encontro de super-heróis também esta sendo realizada, e tentam roubar todo o shampoo de cortesia do hotel, e obter uma melhor sala de onde foram despejados. Mas, como o Gene Justice agora funcionava como um porteiro do hotel, ele tenta ilustrar seus planos. |                                                    |                        |     |  |  |  |
| 20 | ""Past Due/Degrees of Evil""                       | 17 de outubro de 2009  | 220 |  |  |  |
| Past Due: Depois de escapar de uma experiência fracassada com um bunker, Voltar e Red acreditam que Doctor Frogg foi morto e que agora ele é um fantasma. Frogg no entanto, joga junto com este, enquanto na verdade ele foi a biblioteca para devolver uma grande quantidade de livros. Degrees of Evil: O fim do campeonato traz novidades de vários diplomatas, mas são induzidos pelo General Sargeant, acreditando que eram reais, para ajudar a derrotar uma mutação do Snookums sua irmã cobaia. |                                                    |                        |     |  |  |  |
| 21 | ""Evil Never Sleeps/Glory Hog""                    | 24 de outubro de 2009  | 221 |  |  |  |
| Evil Never Sleeps: Doktor Frogg constrói um "Acorda-dor" para permitir que Red e Voltar fiquem "acessos" para uma noite de maratona de filmes de monstros. Mas, após, Voltar decide usar o dispositivo para manter as crianças acordadas de modo que elas possam trabalhar para ele durante a noite, Red é constantemente assustado por situações semelhantes que acontecem em Metrotown, revelou se ser causada por uma pessoas que não gostava de dormir. Glory Hog: Glory Guy torna-se o arqui-inimigo da Liga, distraindo-se de ser o inimigo de Skullosus, que estabelece um regime de lançamento da Terra para o Sol. |                                                    |                        |     |  |  |  |
| 22 | ""Vollosus/No Good Deed...""                       | 7 de novembro de 2009  | 222 |  |  |  |
| Vollosus: Uma lavanderia acidentalmente confunde o exo-suit de Skullosus com o pijama de Voltar, que começa a avaria e o leva ao um alvoroço do mal, quando acidentalmente ele faz xixi no traje, como resultado de não poder usar a nova senha, sendo assim o traje trava na porta do banheiro. No Good Deed...: O campeonato é creditado para salvar um coelho de estimação e depois de tentar capturá-lo, levando-o a ser apelidado pelos cidadãos de Metrotown. Mas, cansado da fama, Voltar parcela e faz um ato de demasiado negatividade, quando ele e o resto da Liga são apresentados com a chave da cidade. |                                                    |                        |     |  |  |  |
| 23 | ""Red Menacing/Dr. Strong Frogg""                  | 14 de novembro de 2009 | 223 |  |  |  |
| Red Menacing: Red afirma-se como chefe temporário para o "Henchman Appreciation Day", enquanto a Liga adquire uma arma de alta potência militar de um engradado por uma queda acidental de uma van de transporte em frente de sua casa. Dr. Strong Frogg: Cansado de ser inteligente, mas fraco, Dr. Frogg tenta se tornar mais forte através da conversão de seu cérebro em músculos. |                                                    |                        |     |  |  |  |
| 24 | ""Party Pooper/A Lose/Lose Situation""             | 21 de novembro de 2009 | 224 |  |  |  |
| Party Pooper: Voltar tenta meter-se em uma festa de aniversário ao lado de todos, mas ele foi convidado. A Lose/Lose Situation: The Legion of Supreme Evil, uma versão paralela da Liga dos SuperMalvados, movem-se, fazendo com que os dois grupos concorrerem uns contra os outros. |                                                    |                        |     |  |  |  |

## Dublagem brasileira
- Voltar ... Wendel Bezerra
- Doutor Frogg  ... Fábio Lucindo
- Ameaça ...  Alexandre Marconatto